# 尤卡基爾猛獁象

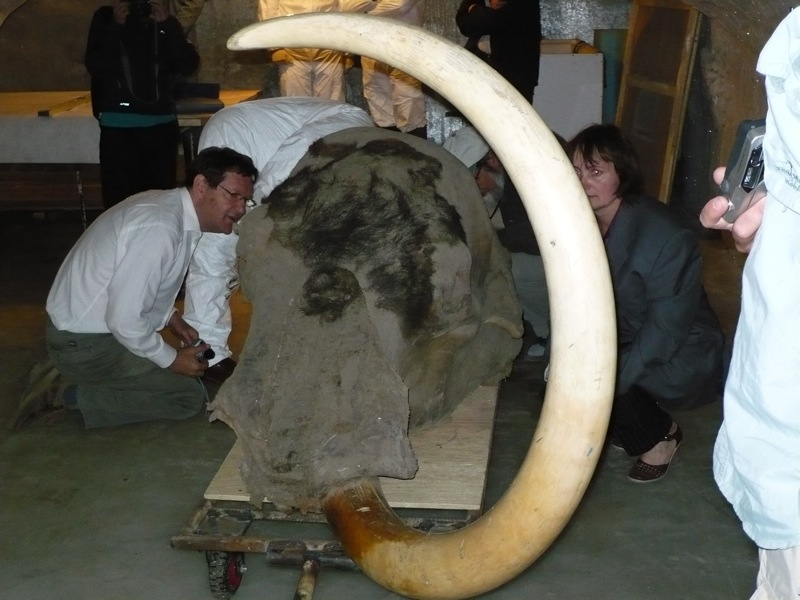
尤卡基爾猛獁象的象頭。

尤卡基爾猛獁象是一具冷凍的成年雄性真猛獁象標本，於2002年秋天在俄羅斯西伯利亞雅庫特北部發現，被認為是一項非凡的古生物学發現。 其綽號的由來是指其發現地附近的同名西伯利亞村莊。

## 發現
尤卡基爾猛獁象的頭部完全被皮膚覆蓋，保存得非常完好，該標本於2002年首次被發現，極地探險家聽說了這項發現後，則組成團隊進行探險從永久凍土中提取遺骸。該團隊的成員之一是法國極地探險家貝爾納·比格，他自1990年代以來因對北極、西伯利亞進行探險而聞名。經過三次挖掘才將尤卡基爾猛獁象收集並放在一起。 儘管猛獁象遺骸並不罕見，但很少有像尤卡基爾猛獁象標本那樣引人注目。
尤卡基爾猛獁象的發現被描述為非凡的古生物學發現之一，因為它揭示真猛獁象在耳朵和眼睛之間存在顳腺，同時猛獁象的遺骸保存完好，例如腳部的研究表明猛獁象腳底有許多裂縫，這些裂縫有助於在運動過程中抓住冰冷的表面。與現代大象一樣，猛獁象屬於近蹄類，這意味著它們用腳趾行走，腳趾後面有大而肉質的腳墊。在其他發現中，尤卡基爾猛獁象的腳部區域表明該物種的兩塊椎骨患有脊椎炎，並且從其他一些標本中也發現了骨髓炎，部分標本的骨折區域已經治癒，表明這些動物在承受這些傷害後最後倖存下來。
在永久凍土內挖掘到的尤卡基爾猛獁象殘骸，共保存它的頭部（有兩顆象牙）、所有頸椎、部分胸椎、左前腿（膝蓋以下保留組織和骨頭）、部分右前腿、一些肋骨、皮膚、部分腸壁及其一些內容物，以及毛髮。趕到現場的科學家（包括猛獁象專家迪克·莫爾和拉里·阿根布羅德）根據它的骨頭和巨大的象牙，猜測這頭長毛猛獁像是一頭年老的雄性，生前肩高超過九英尺，體重四到五噸。此外，科學家也發現尤卡基爾胃中最後一餐的主要成分是草，並發現到包括禾本科植物的莖。研究人員則針對尤卡基爾進行環境重建 ，顯示真菌在猛獁像草原養分循環過程中的重要性。
科學委員會會議商定了以下類型的研究：
- 對該地點進行地質和土壤調查，以及對石化過程的研究；
- 採用非破壞性方法研究猛獁象的外部結構以及內部結構；
- 猛獁象軟組織的組織學、細胞學和遺傳學研究；
- 古植物學和古氣候學分析；
- 土壤和猛獁象內部的微生物研究。

## 展覽
自從尤卡基爾猛獁象被發現以來，它已被運送到全球各地供參考和教育之用。 展示該標本的目的是為了深入了解生命與地球環境之間的聯繫，並以世博會的主題「自然的智慧」為主題。 為了保護它，展覽室需要保持在零下15°C的低溫下，尤卡基爾曾在2005年於日本愛知縣的2005年國際博覽會公開展示。

## 另見
- 柳芭